# آنتونیو بویلاکوا
آنتونیو بویلاکوا (ایتالیایی: Antonio Bevilacqua; ۲۲ اکتبر ۱۹۱۸ – ۲۹ مارس ۱۹۷۲) دوچرخه‌سوار اهل ایتالیا بود.
وی در مسابقات کشوری و بین‌المللی در مجموع برندهٔ ۲ مدال طلا، ۲ مدال نقره، ۳ مدال برنز شده‌است.